# Rue Xinggui (métro de Nanning)
Rue Xinggui (chinois : 兴桂路站 / pinyin : Xìngguì lù zhàn / zhuang : Camh Roen Hinghgvei) est une station de la ligne 3 du métro de Nanning. Elle est située de part et d'autre de la rue Xinggui, dans le district de Xingning de la ville de Nanning, en Chine.
Ouverte le 6 juin 2019, elle comprend quatre entrées et une seule plateforme.

## Situation sur le réseau

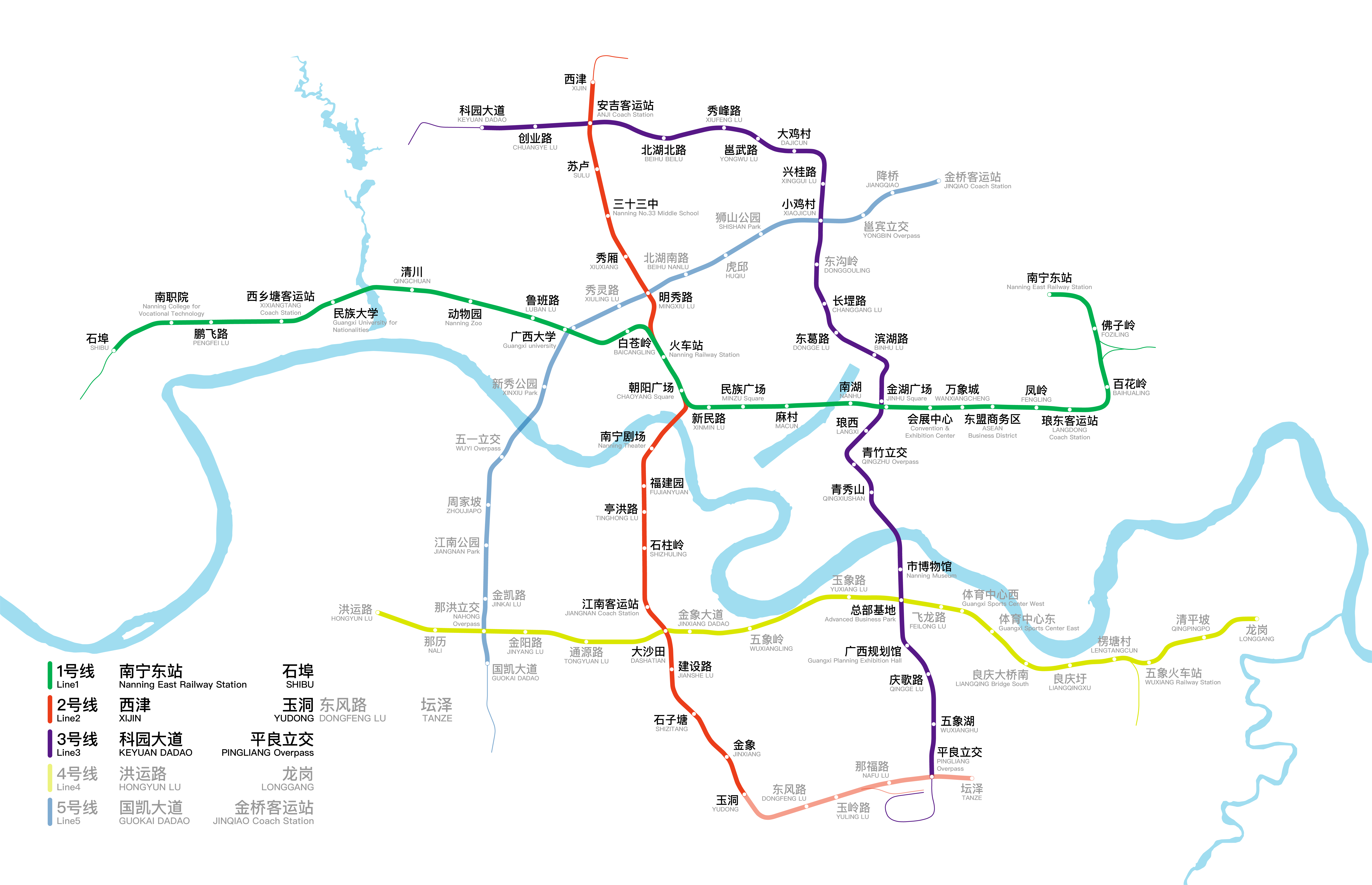
Plan du métro.

Établie en souterrain, Rue Xinggui est située sur la ligne 3 du métro de Nanning, entre la station Dajicun, en direction du terminus nord Boulevard Keyuan (zh), et la station Xiaojicun (zh), en direction du terminus sud Échangeur Pingliang (zh).

## Histoire
La construction de la ligne débute en 2015. La portion entre Dajicun et Rue Xinggui subit les premiers tests d'une foreuse le 6 avril 2017. La ligne ouvre officiellement avec 22 stations le 6 juin 2019, dont Xinggui.

## Services aux voyageurs

### Accès et accueil
Rue Xinggui est une station souterraine comprenant quatre entrées.
Station souterraine, elle dispose de trois niveaux :
| Niveau 0   | Entrées et sorties                                       | Entrées et sorties                                         |
| Sous-sol 1 | Salle d'accueil                                          | Service à la clientèle, boutiques et guichet libre-service |
| Sous-sol 2 |                                                          | Ligne 3 Voie 1 : En direction de Boulevard Keyuan (zh)     |
| Sous-sol 2 | Quai central                                             |                                                            |
| Sous-sol 2 | Ligne 3 Voie 2 : En direction d'Échangeur Pingliang (zh) |                                                            |

### Desserte
Les premiers et derniers trains à destination de Boulevard Keyuan sont à 6h56 et 23h34, tandis que ceux à direction d'Échangeur Pingliang sont à 6h38 et 23h16. Le coût d'un billet est de 6 yuans (元).

### Intermodalité
La station est accessible par les lignes 38 et 75 du réseau d'autobus de Nanning.

## À proximité
La station est située à proximité du lac Hongrishan (红日山湖), nouveau projet de développement résidentiel par le groupe Hongri.
| Numéro                                         | Destinations proches |
| ---------------------------------------------- | --- |
| Sortie A                                       | Rue Jinning (金宁路), rue Xinggui (兴桂路), rue Xingyuan (兴园路), rue Jinqiao (降桥路), lac Hongrishan (红日山湖), école secondaire no. 52 (南宁市第五十二中学) |
| Sortie B                                       | Rue Jinning, rue Xinggui, rue Xingyuan, deuxième rue Yon'an nord (永安北二路), boulevard Xiuxiang (秀厢大道), école primaire Jicun no. 1 (南宁市兴宁区鸡村第一小学), Jinyuan Orange County (金源橙郡), marché agricole et des pêcheries Jinyuan (金源海鲜农贸市场), école Harvard Guanghui Hongchun (广汇弘春哈佛) |
| Sortie C1                                      | Rue Jinning, boulevard Xiuxiang, rue Jianxing (建兴路), secteur des concessionnaires automobiles internationaux de Jinyuan (金源国际汽车城), Guangxi Guihai Automobiles (广西桂海通道汽车销售服务有限公司) |
| Sortie C2                                      | Rue Jinning, rue Xinggui, rue Jianxing, Orange County (橘子郡), école primaire Zhongxing (南宁市中兴小学) |
| Légende： Ascenseur pour personnes handicapées | |